# Kyushu K9W
Kyushu K9W  — серійний навчальний літак Імперського флоту Японії та Імперської армії Японії періоду Другої світової війни.
Кодова назва союзників — «Сайпрес» (англ. Cypress).

## Історія створення
У 1938 році німецька авіабудівна фірма Bücker Flugzeugbau привезла в Японію для демонстрації 2 літаки — двомісний літак початкової підготовки Bü 131C Jungmann та одномісний акробатичний Bü 133B. Показані під час демонстраційних польотів характеристики були високо оцінені представниками Імперського флоту Японії, і привезений для демонстрації Bü 131 був куплений зразу після показів. Випробування показали, що літак легкий в управлінні, конструкція проста та легка в обслуговуванні. Тому у 1939 році флот замовив у фірми Bücker 20 літаків, які були апробовані в одній із льотних шкіл. Літак повністю відповідав вимогам, які висувались флотом до машин початкової підготовки. Йому була присвоєна назва «Літак початкової підготовки морський експериментальний Тип Bu» (або KxBuI).
У 1939 році флот сформулював технічне завдання «14-Сі» на розробку власного літака на зразок Bü 131, яке було передане фірмі «Watanabe» (майбутня «Kyushu»). Конструкторами фірми були розроблені 2 варіанти — моноплан та біплан. Ці 2 дослідні взірці, а також літак-конкурент фірми Hitachi були готові у 1941 році. Порівняльні випробування цих літаків та Bü 131 показали повну перевагу німецької машини, тому було вирішено купити ліцензію на виготовлення Bü 131.
У серпні 1942 року фірма Watanabe розпочала ліцензійне виробництво літака під назвою «Літак початкової підготовки морський Тип 2 Модель 11» (або K9W1). Літак мав зварну металеву конструкцію з комбінованою дюралевою та тканинною обшивкою, але на відміну від німецького літака, був оснащений двигуном Hitachi GK4A Hatsukaze 21 потужністю 110 к.с. У 1943 році до випуску літака залучили фірму Hitachi, і незабаром він став стандартним навчальним літаком флоту. Всього було випущено 339 літаків K9W.
Хороші льотні та експлуатаційні дані літака привернули увагу до нього зі сторони ВПС Імперської армії Японії. На замовлення армії випуск літака був налагоджений на фірмі Kokusai. Він отримав назву «Армійський літак початкової підготовки Тип 4» (або Ki-86). Виробництво цих машин розпочалось у 1943 році, і незабаром вони почали витісняти застарілі Tachikawa Ki-17 з льотних шкіл.
У лютому 1945 року був побудований суцільнодерев'яний варіант Ki-86b, який, проте, виявився на 150 кг важчий.
Всього було збудовано 1 037 літаків Ki-86.

## Тактико-технічні характеристики (K9W1)

### Технічні характеристики
- Екіпаж: 2 чоловіки
- Довжина: 6,62 м
- Висота: 2,64 м
- Розмах крил: 7,34 м
- Площа крил: 14,20 м ²
- Маса пустого: 409 кг
- Маса спорядженого: 639 кг
- Навантаження на крило: 45 кг/м²
- Двигуни: 1 х Hitachi GK4A Hatsukaze 21
- Потужність: 110 к. с.
- Питома потужність: 5.8 кг/к.с.

### Льотні характеристики
- Максимальна швидкість: 180 км/г
- Крейсерська швидкість: 120 км/г
- Дальність польоту: 600 км
- Практична стеля: 3 880 м
- Швидкість підйому: на 2000 м — 13 хв.

## Модифікації
- K9W1 — серійний варіант
- Ki-86 — армійський варіант
- Ki-86b — армійський суцільнодерев'яний варіант